# Distrito de Phalombe
El distrito de Phalombe es uno de los veintisiete distritos de Malaui y uno de los doce de la Región del Sur. Cubre un área de 1.394 km² y alberga una población de 429 450 personas. La capital es Phalombe.